# エドワード・ギブンズ
エドワード・ギャレン・“エド”・ギブンズ・ジュニア（Edward Galen "Ed" Givens Jr.、1930年1月5日 - 1967年6月6日）は、アメリカ合衆国の空軍軍人、テストパイロット、宇宙飛行士である。1966年に第5期NASA宇宙飛行士の一員に選出されたが、自動車事故により死亡した。

## 若年期と教育
ギブンズは1930年1月5日にテキサス州クワナで生まれた。
子供の頃、同名の父エドワード・ギャレン・ギブンズ・シニアとの区別のため、家族からはミドルネームでギャレンと呼ばれていた。高校時代、課外授業を受けることで、所定の課程を1年早く修了した。食料品店や車の清掃の仕事をして飛行訓練の費用を稼ぎ、訓練場のあるテキサス州チルドレス郡の飛行場までヒッチハイクで向かった。両親によれば、ギブンズは「飛行以外のことには興味を持たなかった」という。1946年初頭に自家用操縦士の資格を得て、16歳になった翌日にパイパー カブで単独飛行を行った。1946年に地元のクワナ高校を卒業した。また、ボーイスカウトで活動し、2番目に高い階級であるライフ・スカウトを獲得した。
テキサスA&M大学に1年間、オクラホマ大学に3年間通った後に海軍兵学校（アナポリス）に入学し、1952年に卒業して理学の学士号を取得した。海軍兵学校ではラクロスの代表選手として活躍した。
なお、2歳下の弟のドナルド・ジャレル・ギブンズ(Donald Jarrell Givens)は海軍航空兵(airman)となったが、1952年にテキサス州コーパスクリスティで、搭乗していたPB4Y-2哨戒爆撃機の墜落により19歳で死亡した。

## 私生活
ギブンズはエイダ(Ada)と結婚し、キャサリン・H（Catherine H.、1963年生）、エドワード・G（Edward G.、1964年生）、ダイアン（Diane、1967年生）の3人の子供がいた。

## 空軍でのキャリア

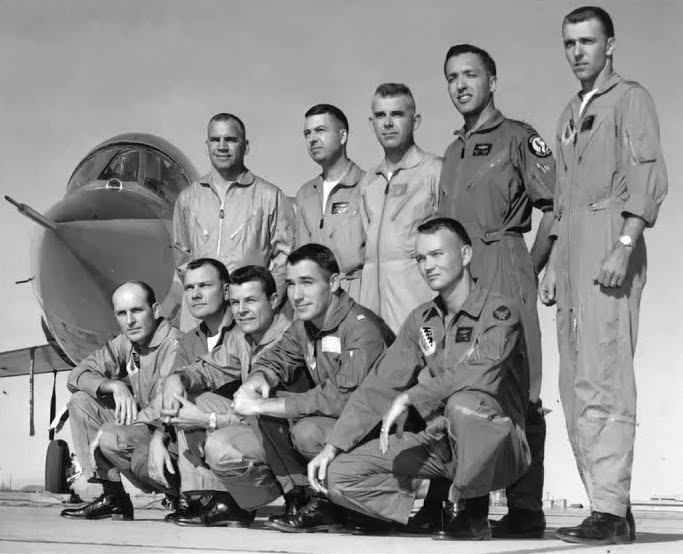
ARPS第3期生: 前列左からギブンズ、トミー・ベネフィールド、チャールズ・バセット、グレッグ・ノイベック、マイケル・コリンズ。後列左からアル・アトウェル、ニール・ガーランド、ジム・ローマン、アル・ウハルト、ジョー・エングル。

1952年、海軍兵学校卒業とともに少尉としてアメリカ空軍に任官し、航空訓練軍団で飛行訓練を受けた。同年8月18日に、高等練習機T-6テキサンを初めて操縦し、以降、ほぼ毎日この飛行機を操縦した。1953年2月4日に訓練を修了して軍用飛行機の操縦免許を取得した。ギブンズは同期のトップの成績であったことから、希望する配属先を選ぶことができ、アリゾナ州チャンドラーのウィリアムズ空軍基地での戦闘機訓練を選択した。この基地の訓練隊の司令官は厳しい指導をすることで知られており、ギブソンは優れた戦闘機パイロットになるためにあえてこの配属先を選んだ。
ウィリアムズ空軍基地ではT-28を操縦し、戦闘機の戦術や編隊飛行、曲技飛行を学んだ。6月3日から複座ジェット練習機T-33に搭乗した。10月2日にテキサス州シャーマンのペリン空軍基地に移り、T-33の操縦訓練を継続した。それに加え、単座の全天候型戦闘機であるF-86Dの飛行を開始し、超音速飛行を経験した。1954年に中尉に昇進し、第35戦闘迎撃群の飛行指揮官兼戦闘機パイロットとして日本に赴任し、1956年まで滞在した。
1956年1月から迎撃武器学校の飛行教官を務めた。1958年3月に大尉に昇進し、カリフォルニア州エドワーズ空軍基地の実験飛行パイロット学校の課程を修了し、安定制御部門の教官となった。
次の任務ではカリフォルニア州のポイントムグ海軍航空基地で航空開発飛行隊第4飛行隊のプロジェクトパイロットを務めた。そこでは、運用評価だけでなく、単発超音速艦載ジェット機であるF8U-2Nを艦隊運用するため手順と戦術の開発も担当した。
1961年11月から実験飛行テストパイロット学校で司令官補佐を務めた。1962年9月に航空宇宙研究パイロット学校(ARPS)の第3期生となり、1963年に卒業した。1966年にNASAの宇宙飛行士候補に選抜され、テキサス州ヒューストンの有人宇宙船センターで空軍SSD第2分隊のプロジェクトオフィサーに任命された。
生涯の飛行時間は3,500時間以上であり、うち2,800時間はジェット機による飛行だった。

## NASAでのキャリア

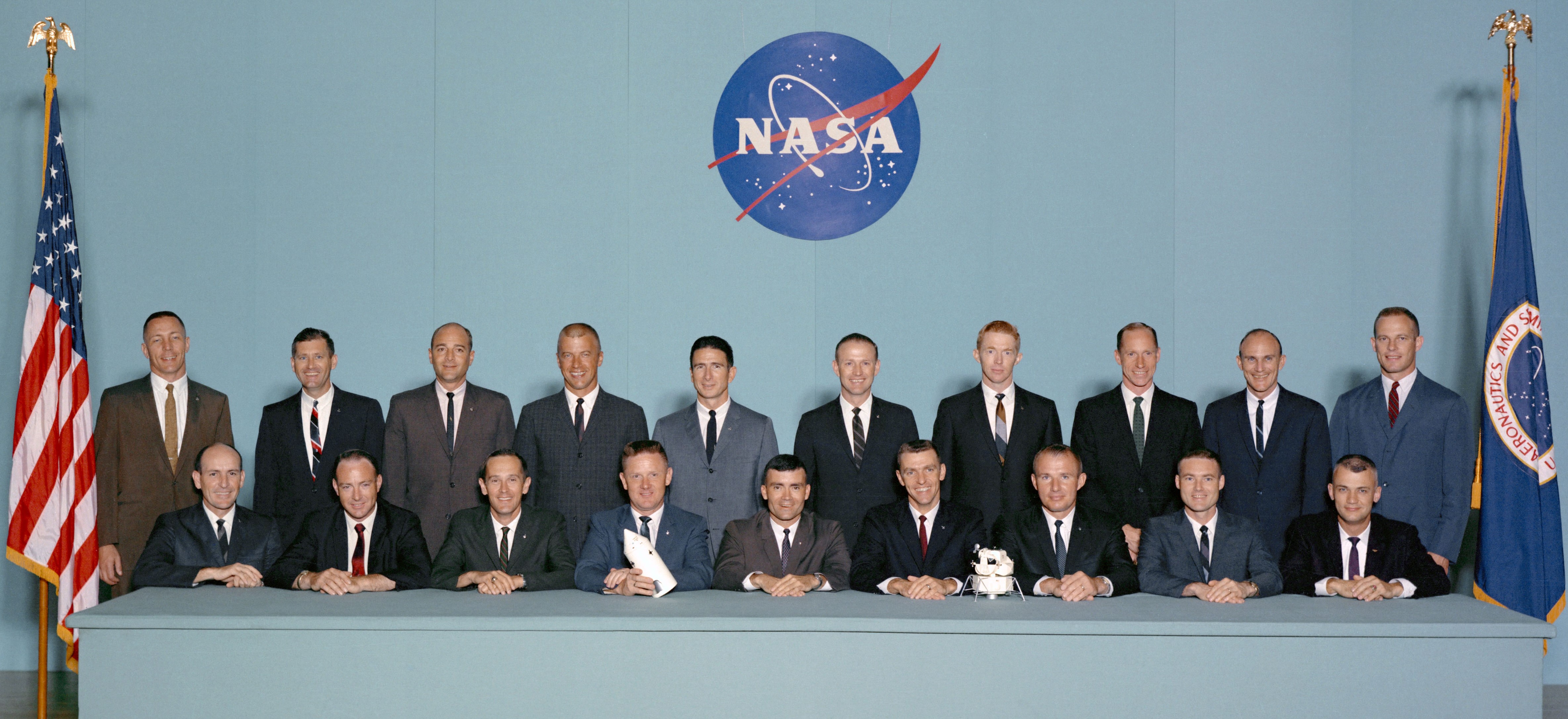
第5期NASA宇宙飛行士。前列一番左がギブンズ。

1959年のマーキュリー計画では最終選考まで残った。1966年の第5期NASA宇宙飛行士（オリジナル・ナインティーン）の選考で19人の一人として選ばれた。宇宙飛行士としての基本的な訓練を受けた後、アポロ計画に配属され、アポロ1号の支援飛行士となったが、その直後に火災によりアポロ計画が一時中断された。その後、アポロ7号の支援飛行士となった
。

## 死去
1967年6月6日、飛行機乗りの集まりであるクワイエット・バードメンの会合からフォルクスワーゲンを運転して自宅へ帰る途中、有人宇宙船センターの近くのテキサス州ペアランドで急カーブを曲り切れずに側溝に落ちた。ギブンズは病院へ搬送中に死亡した。死亡時の階級は少佐だった。遺体は故郷のクワナ・メモリアル・パークに埋葬された。
任務中の死亡ではないためスペース・ミラー・メモリアルにギブンズの名前は刻まれていないが、月面に設置されたFallen Astronautは、捧げられた14人の宇宙飛行士の中にギブンズの名前も入っている。
私はヒーローではありません。ただ、やるべき仕事を任され、自分の能力を尽くしてそれをやろうとしているだけです。これは私のキャリアの頂点であり、私が思いつく限りで最も興味深くやりがいのある仕事です。何事にも変えられません。—エドワード・ギブンズ、「自分は現代のヒーローだと思うか」と尋ねられて